# فرودگاه دینار - پلورتویی - سن-ملو
فرودگاه دینار - پلورتُویی - سَن-مَلو (به فرانسوی: Aéroport de Dinard - Pleurtuit - Saint-Malo) یک فرودگاه همگانی با کد یاتا DNR است که یک باند فرود آسفالت بتن دارد و طول باند آن ۲۲۰۰ متر است. این فرودگاه در شهر سن-مالو کشور فرانسه قرار دارد و در ارتفاع ۶۷ متری از سطح دریا واقع شده‌است.

## شرکت‌های هواپیمایی و مقصدهای پروازی
| شرکت‌های هواپیمایی | مقصدهای پروازی                                 |
| ----------------- | ---------------------------------------------- |
| Aurigny           | گوئرنزی                                        |
| رایان‌ایر          | استانستد لندن فصلی: ایست میدلند، لیدز برادفورد |